# Сомр, Йозеф
Йозеф Сомр (чеш. Josef Somr; 15 апреля 1934, Врацов, Чехословакия — 16 октября 2022, Нова-Вес-под-Плеши) — чехословацкий и чешский актёр кино, театра и телевидения.

## Биография
Йозеф Сомр родился в городе Врацов (район Годонин в Южноморавском крае).
Актёрское образование получил на театральном факультете Академии музыки им. Яначека в Брно, которую окончил в 1956 году.
Актёр театров в Ческом-Тешине, Пардубице, Брно («Городской театр») и Праге («Драматический клуб», «Национальный театр»).
Дебютировал в кино в 1964 году. Выступал на телевидении.
Скончался 16 октября 2022 года.

## Избранная фильмография
- 1964 — Обвиняемый (Obžalovaný), реж. Ян Кадар, Эльмар Клос
- 1966 — Поезда под пристальным наблюдением (Ostře sledované vlaky), реж. Иржи Менцель
- 1967 — Кино-автомат. Человек и дом (Kinoautomat: Člověk a jeho dům), реж. Ян Рогач и др.
- 1968 — Долина пчел (Údolí včel), реж. Франтишек Влачил
- 1969 — Шутка (Žert), реж. Яромил Йиреш
- 1969 — Пан Тау (Pan Tau), реж. Индржих Полак
- 1970 — Нагота (Nahota), реж. Вацлав Матейка
- 1971 — Убийство в отеле Эксцельсиор (Vražda v hotelu Excelsior), реж. Иржи Секвенс
- 1971 — Смерть черного короля (Smrt černého krále), реж. И. Секвенс
- 1971 — Бабушка (Babička), реж. Антонин Москалик
- 1972 — Однажды, два писателя (Byli jednou dva písaři), реж. Я. Рогач
- 1976 — Освобождение Праги (Osvobození Prahy), реж. Отакар Вавра
- 1976 — Лето с ковбоем (Léto s kovbojem), реж. Иво Новак
- 1976 — Смерть мухи (Smrt mouchy), реж. Карел Кахиня
- 1977 — Что если поесть шпината (Což takhle dát si špenát), реж. Вацлав Ворличек
- 1977-1981 — Больница на окраине города (Nemocnice na kraji města), реж. Ярослав Дудек
- 1978 — Великолепные мужчины с кинокамерами (Báječní muži s klikou), реж. И. Менцель
- 1978 — Секрет стали (Tajemství Ocelového města), реж. Людвик Ража
- 1979 — Божественная Эмма (Božská Ema), реж. Йиржи Крейчик
- 1981 — Внимание, обход! (Pozor, vizita!), реж. Карел Кахиня
- 1983 — Три ветерана (Tři veteráni), реж. Олдржих Липский
- 1983 — Праздник подснежников (Slavnosti sněženek), реж. И. Менцель
- 1985 — Беспокойства повара Сватоплука (Rozpaky kuchaře Svatopluka), реж. Франтишек Филип
- 1985 — Деревенька моя центральная (Vesničko má středisková), реж. И. Менцель
- 1986 — Молодое вино (Mladé víno), реж. В. Ворличек
- 1988 — Цирк Умберто (Cirkus Humberto), реж. Ф. Филип
- 1989 — Европа танцевала вальс (Evropa tančila valčík), реж. О. Вавра
- 1989 — Блаженные и девчонка (Blázni a děvčátka), реж. К. Кахиня
- 1989 — Конец старых времён (Konec starých časů), реж. И. Менцель
- 1993 — Гелимадоэ (Helimadoe), реж. Я. Йиреш
- 2001 — Королевское обещание (Královský slib), реж. Крыштоф Ганзлик
- 2003 — Как принц королевство спас (Čert ví proč), реж. Роман Вавра
- 2008 — У меня хорошо (U mě dobrý), реж. Ян Гржебейк
- 2011 — Оксана в стране чудес (Saxána a Lexikon kouzel), реж. В. Ворличек